# 帕拉西奥斯德尔潘
帕拉西奥斯德尔潘，是西班牙卡斯蒂利亚-莱昂萨莫拉省的一个市镇。 总面积32平方公里，总人口252人（2001年），人口密度8人/平方公里。